# 伯克島
伯克島（英語：Burke Island），是南極洲的島嶼，位於阿蒙森海，處於皇帝半島的魏特角西南面60公里，長26公里、寬9.7公里，根據美國海軍拍攝的空中照片繪入地圖，現時由南極條約體系管理。